# Zosterop becfí
El zosterop becfí (Zosterops tenuirostris) és un ocell extint de la família dels zosteròpids (Zosteropidae).

## Hàbitat i distribució
Habitava l'illa de Norfolk, fins a la seua extinció, abans de 1928.